# Haeska (Ridala)
Haeska – wieś w Estonii, w prowincji Lääne, w gminie Ridala.

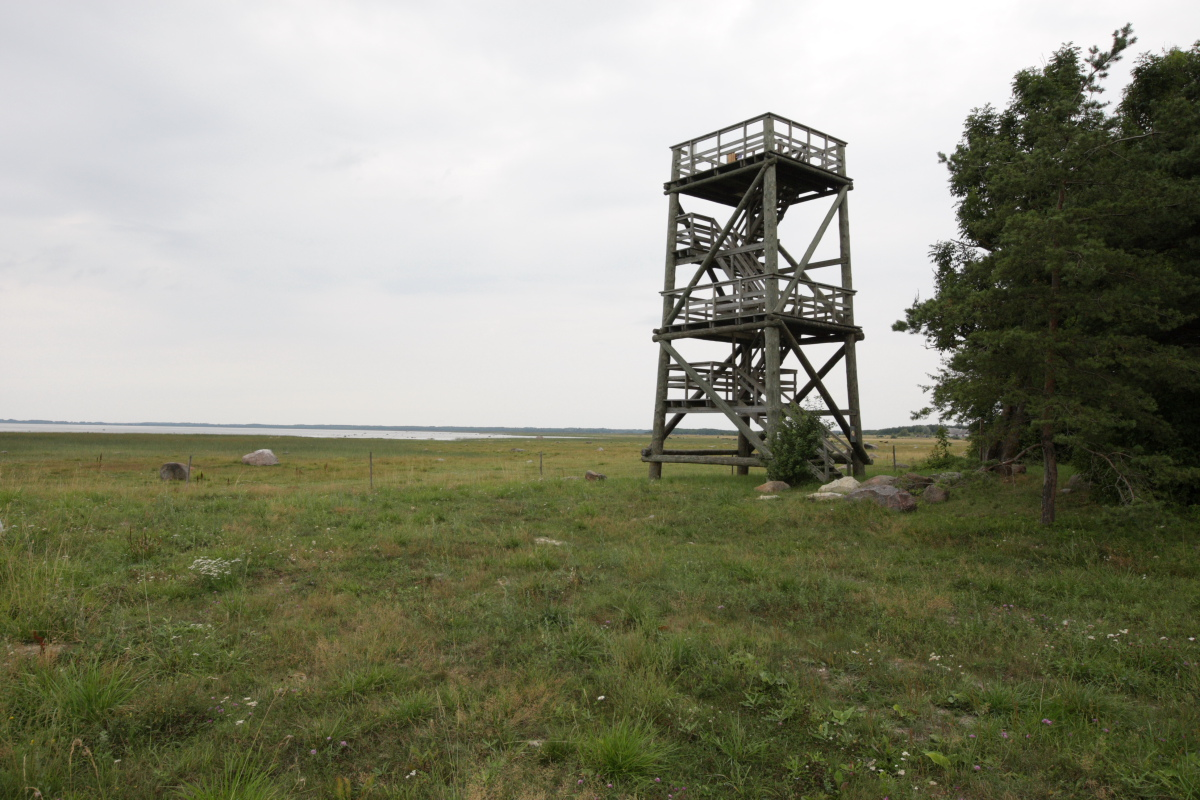
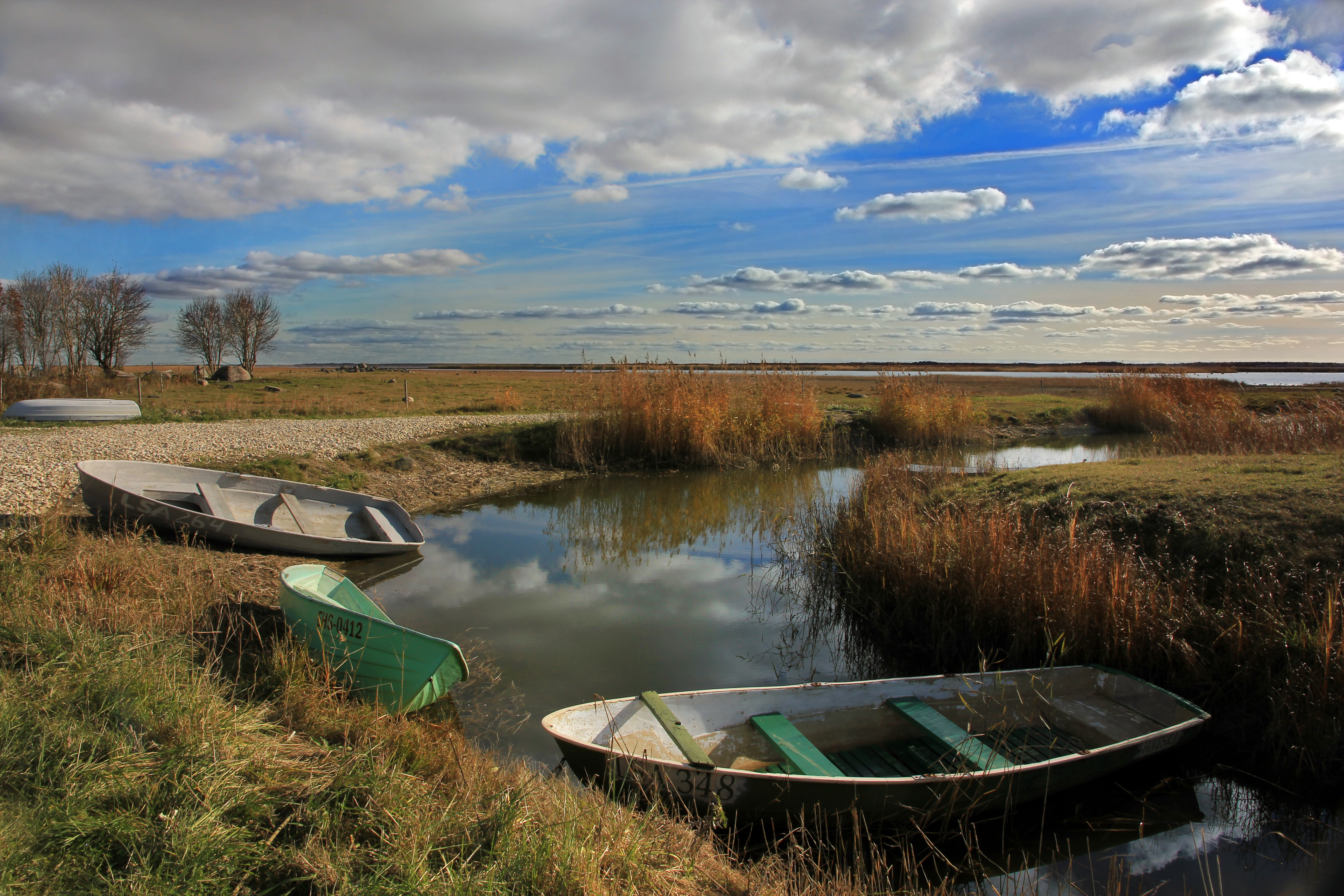
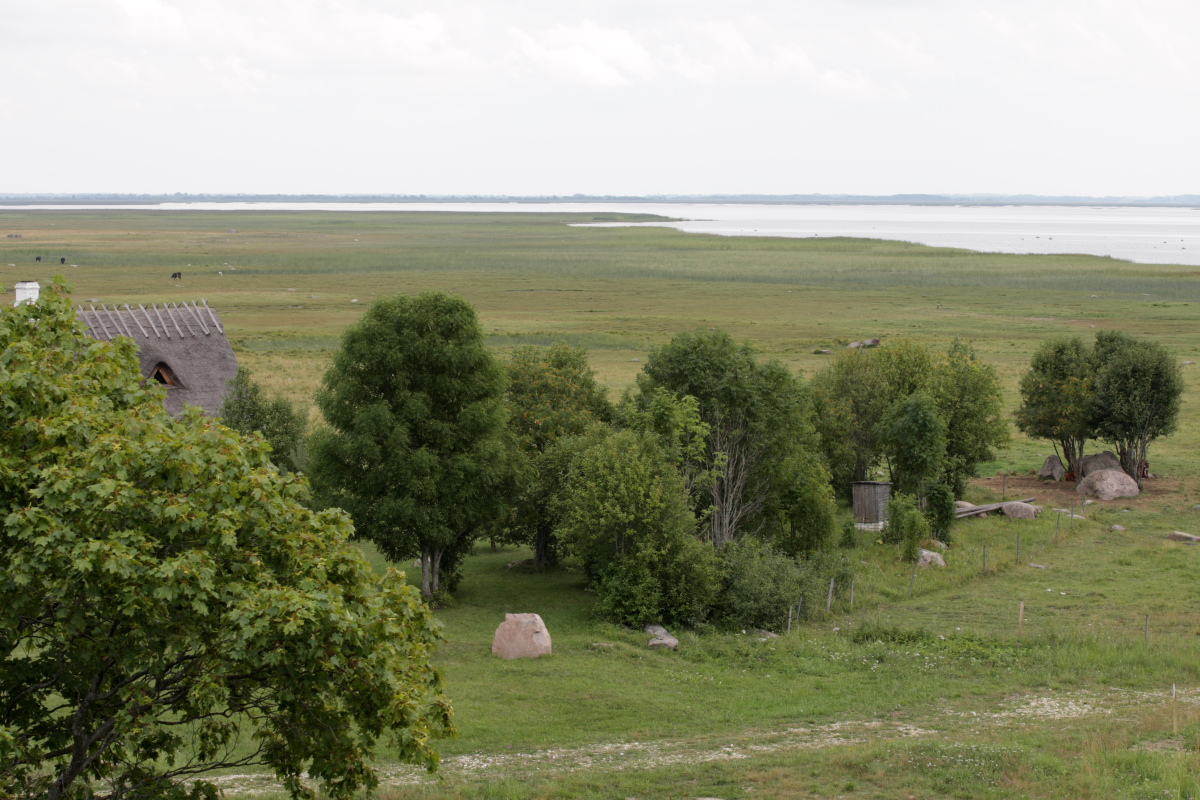